# London pageant
London pageant is een compositie van Arnold Bax. Het werk kwam tot stand tussen twee niemendalletjes. De Overture to adventure voltooide Bax alleen omdat hij er aan begonnen was, de Pianosonate is Bes, Salzburg werd tijdens een busrit geschreven en werd anoniem opgeborgen en werd alleen teruggevonden doordat een deel van de muziek terug werd gevonden in het Vioolconcert.  
London pageant is origineel bedoeld voor de kroning van George VI van het Verenigd Koninkrijk op 12 mei 1937, maar het werk was daarvoor al te beluisteren via de radio. Albert Coates gaf toen leiding aan het BBC Symphony Orchestra. Bax kreeg vooraf een hint van Kenneth Wright van de BBC het vooral geen Kroningsmars te noemen. Dat soort gelegenheidswerken zouden volgens Wright snel in de la verdwijnen. Bax noemde het werk vervolgens London pageantry (kortte dat later in) en Wright kreeg gelijk. London pageant was ook na die tijd regelmatig te horen. Zo zijn er in begin 2017 alleen al zes uitvoeringen bekend via de Promsconcerten. Tijdens de reeks concerten in 1937 vond op 2 oktober 1937 de eerste openbare uitvoering plaats, die keer was Henry Wood de dirigent. Musicoloog Lewis Foreman schreef bij de Chandos-uitgave van 2001 dat het werk meer iets weg heeft van de symfonisch gedicht dan van een kroningsmars met trio. Hij haalde ook aan dat het trio terugvoert naar een vroeg werk van Bax, Song of war and victory.
Bax werd op de dag van de kroning geridderd. 
Orkestratie:
- 3 dwarsfluiten (III ook piccolo),  2 hobo’s,  1 althobo, 3 klarinetten, 2 fagotten, 1 contrafagot
- 4 hoorns, 3 trompetten, 2 cornetten, 3 trombones, 1 tuba
- pauken, percussie, pijporgel
- violen, altviolen, celli, contrabassen